# دي جي بريس
دي جي بريس هو موسيقي ودي جيه كندي، ولد في 1980 في وينيبيغ في كندا.

## وصلات خارجية
- الموقع الرسمي
- دي جي بريس على موقع ميوزك برينز (الإنجليزية)
- دي جي بريس على موقع ديسكوغز (الإنجليزية)